# Lasiancistrus tentaculatus
Lasiancistrus tentaculatus är en fiskart som beskrevs av Jonathan W. Armbruster 2005. Lasiancistrus tentaculatus ingår i släktet Lasiancistrus och familjen Loricariidae. Inga underarter finns listade i Catalogue of Life.